# 川勝承哲
川勝 承哲（かわかつ じょうてつ、1929年 - ）は、京都府生まれの臨済宗の僧侶。等持院の副住職。

## 来歴・人物
1929年、京都府に生まれた。1959年、立命館大学大学院文学研究科哲学専攻修了し、聖家族女子高等学校（現・京都聖カタリナ高等学校）の教諭となった。1964年、聖家族女子高等学校の教頭に就任した。1967年には煎茶松涛流師範となった。1975年、得度。1989年から等持院の副住職を務める。

## 著書
- 『等寺院（京の古寺から）』 川勝承哲・井上博道著、淡交社、1997年12月
- 『古寺巡礼京都<34>等持院』 川勝承哲・今谷明著、淡交社、2009年6月